# Luxemburg-Oberstadt

Oberstadt in Luxemburg-Stadt

Oberstadt (luxemburgisch Uewerstadⓘ; französisch Ville-haute) ist ein Stadtteil im Zentrum von Luxemburg-Stadt. Ende 2018 lebten 3460 Personen im Quartier. Die Fläche des Stadtteils beträgt 106 Hektar.

## Sehenswürdigkeiten
Im Stadtteil befinden sich zahlreiche repräsentative Gebäude und Plätze der Altstadt wie der Paradeplatz, Place Guillaume II, die Kathedrale unserer lieben Frau und der Großherzogliche Palast.
Der Fischmarkt ist das historische Zentrum der Altstadt.
Die Altstadt mit den Festungen wird als UNESCO-Welterbestätte geführt.